# 宋顕
宋 顕（そう けん、生年不詳 - 538年）は、中国の北魏末から東魏にかけての軍人。字は仲華。本貫は敦煌郡效穀県。

## 経歴
はじめ爾朱栄に仕えて軍主となり、抜擢されて長流参軍となった。永安年間、前軍将軍・襄垣郡太守に任ぜられ、記室参軍に転じた。元顥の平定に従い、平東将軍を加えられた。爾朱栄の死後、爾朱世隆らが洛陽に向かうと、宋顕は再び襄垣郡太守となった。普泰元年（531年）、使持節・征北将軍・晋州刺史に転じた。後に高歓に帰順し、行台右丞となった。天平元年（534年）、樊子鵠が兗州に拠って叛くと、前の西兗州刺史の乙弗瑗（乙弗皇后の父）や譙郡太守の辛景威が五梁に拠って、樊子鵠に呼応した。宋顕は行西兗州事となり、軍を率いて乙弗瑗を斬り、辛景威を遁走させた。その後に西兗州刺史に任ぜられた。天平4年（537年）、梁州刺史の鹿悆が梁州に拠って叛き、西魏が博陵王元約と趙郡王元景神を派遣して鹿悆を迎えさせようとした。宋顕は西兗州の兵馬を率いて西魏軍を迎え撃ち、元約らを斬り、左衛将軍の斛律平と大梁で合流した。儀同三司の位を受けた。元象元年（538年）8月、河橋の戦いで、敵中に深入りして、陣没した。司空公の位を追贈された。

## 伝記資料
- 『北斉書』巻20 列伝第12
- 『北史』巻53 列伝第41